# Nedobojiwzi
Nedobojiwzi (ukrainisch Недобоївці; russisch Недобоевцы Nedobojewzy; rumänisch Nedăbăuți, Nedobăuți) ist ein Dorf in der ukrainischen Oblast Tscherniwzi mit etwa 3100 Einwohnern (2001) und einer Fläche von 877,2 Hektar.
Das 1572 erstmals schriftliche erwähnte Dorf befindet sich 43 km nordöstlich der Oblasthauptstadt Czernowitz und 16 km südwestlich vom ehemaligen Rajonzentrum Chotyn. Südlich an Nedobojiwzi vorbei verläuft die Fernstraße N 03.
Am 12. August 2015 wurde das Dorf zum Zentrum der neu gegründeten Landgemeinde Nedobojiwzi (Недобоївська сільська громада/Nedobojiwska silska hromada). Zu dieser zählen auch die 6 in der untenstehenden Tabelle aufgelistetenen Dörfer im Rajon Chotyn; bis dahin bildete es die Landratsgemeinde Nedobojiwzi (Недобоївська сільська рада/Nedobojiwska silska rada) im Zentrum des Rajons.
Seit dem 17. Juli 2020 ist der Ort ein Teil des Rajons Dnister.
Folgende Orte sind neben dem Hauptort Nedobojiwzi Teil der Gemeinde:
| Name                     | Name       | Name                  | Name                     |
| ukrainisch transkribiert | ukrainisch | russisch              | rumänisch                |
| ------------------------ | ---------- | --------------------- | ------------------------ |
| Dolynjany                | Долиняни   | Долиняны (Dolinjany)  | Dolineni                 |
| Kerstenzi                | Керстенці  | Керстенцы (Kerstenzy) | Cristinești, Crestinești |
| Saroschany               | Зарожани   | Зарожаны              | Zarojani, Zarojeni       |
| Schyriwzi                | Ширівці    | Шировцы (Schirowzy)   | Șirăuți                  |
| Stawtschany              | Ставчани   | Ставчаны              | Stăuceni                 |
| Wladytschna              | Владична   | Владычна              | Vlădicina                |

## Persönlichkeiten
- Oleh Myronez (* 1998), Leichtathlet